# Migros
Ne doit pas être confondu avec Migros (Turquie).
Migros (en forme longue: la Fédération des coopératives Migros) est un conglomérat d'entreprises coopératives suisses de la grande distribution. C'est le plus grand groupe suisse dans le secteur de la grande distribution (37 % du marché suisse de l'alimentation) devant son principal concurrent Coop (35 %) et le principal employeur privé du pays. C'est aussi l'un des quarante plus grands détaillants au monde. Son logo est un « M » majuscule orange, d'où son surnom familier de « géant orange ».

## Histoire

### Création

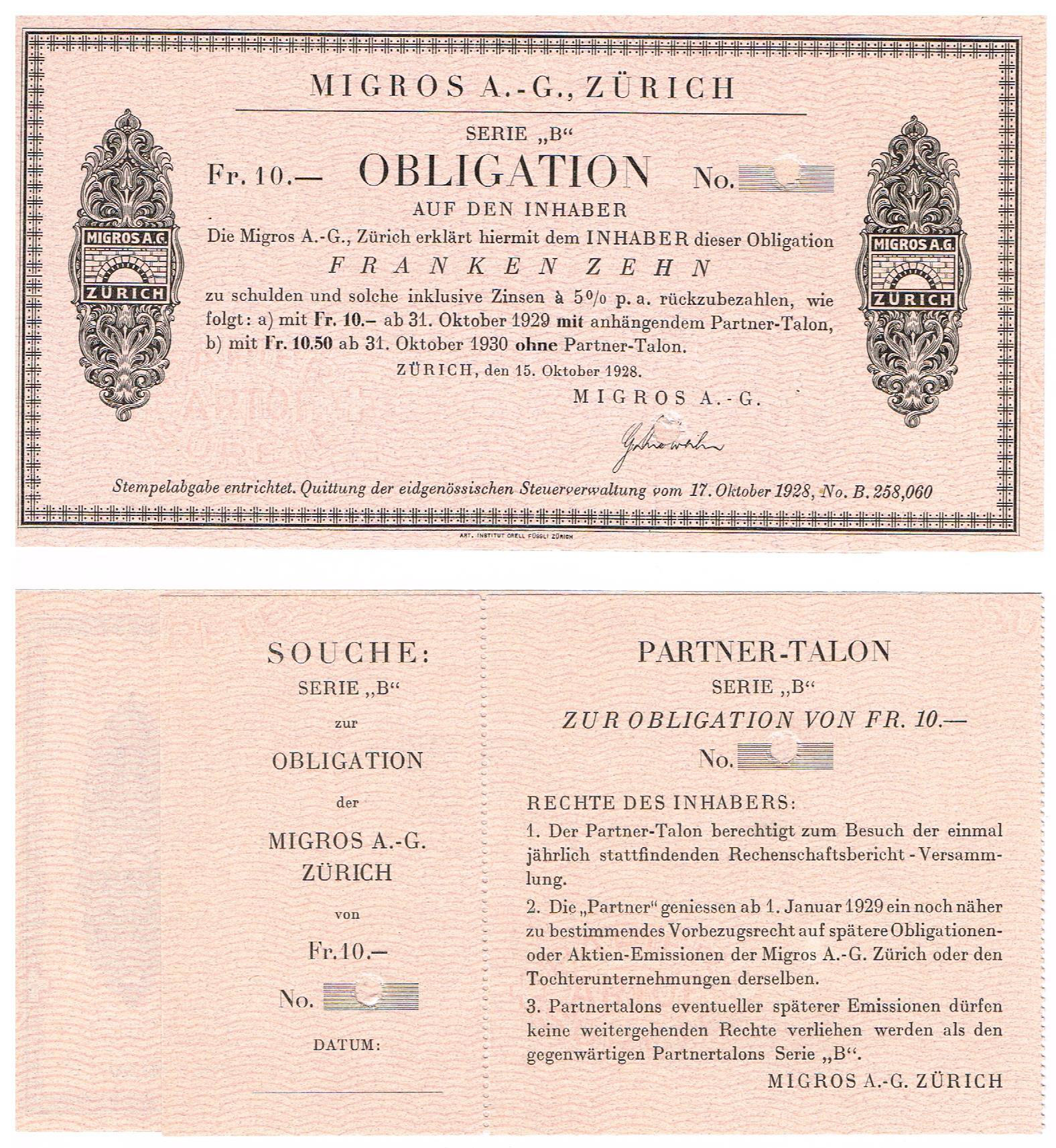
Obligation de Migros AG avec talon en date du 15 octobre 1928.

La société Migros est fondée sous la forme d'une société anonyme en 1925 par Gottlieb Duttweiler qui désire alors offrir au consommateur des produits de première nécessité aux prix du marché de gros en supprimant les intermédiaires (d'où le nom Mi-gros, la moitié en prix de détail et l'autre en prix de gros). Il commence par ne vendre (à des prix inférieurs de 10 à 30 % à ceux de la concurrence) que du café, du riz, du sucre, des pâtes alimentaires, de l'huile alimentaire, de la graisse de noix de coco et du savon dans des camions-magasins qui passent de village en village. Le premier magasin fixe est ouvert en 1926 à Zurich et le second au Tessin sous la forme d'une coopérative.
En 1941, la structure de la société change pour devenir la Fédération des coopératives Migros (FCM, en allemand Migros-Genossenschafts-Bund, MGB, en italien Federazione delle cooperative Migros, FCM), subdivisée en coopératives régionales. Progressivement, les activités du groupe se diversifient. Si la compagnie de voyage Hotelplan est fondée par Duttweiler en 1935 déjà, c'est en 1947 que le magazine Pionnier Migros (actuellement connu sous le nom de Migros Magazine) voit le jour. Suivront le centre de formation École-club Migros en 1944, les restaurants 1952, les stations-service Migrol en 1954, les écoles de langue Eurocentres en 1956, la banque Migros en 1957 et la compagnie d'assurances en 1959. Une tentative infructueuse de développement à l'étranger a eu lieu en 1955, en Turquie, qui se soldera par un échec pour Gottlieb Duttweiler. Le groupe turc Migros n’a plus de lien avec l’entreprise suisse depuis 1975.
En 1957, le pour-cent culturel Migros est inscrit dans les statuts, obligeant la société à consacrer chaque année 0,5 % du volume des ventes au détail et 1 % du volume des ventes en gros à des projets culturels et sociaux, ce qui représente 127 millions de francs suisses en 2007. En 1967, tous les emballages des produits de la marque sont modifiés pour y inclure la date de péremption. Le nom de Migros Data est depuis passé dans le langage courant en Suisse. En 1970, la compagnie lance un label M-Sano pour des fruits et légumes produits dans le respect de l'environnement.

### Extension
En 1977, la compagnie renvoie Hans A. Pestalozzi, l'un de ses directeurs et cofondateur de l'institut Gottlieb Duttweiler pour avoir critiqué la société de consommation. Celui-ci dénoncera, quelques années plus tard, les manœuvres de la direction pour éviter qu'un mouvement de protection des consommateurs appelé M-Renouveau (en allemand M-Frühling, en italien M-Primavera) ne puisse entrer dans la direction de l'entreprise. Le conseil d'administration a effectivement supprimé la composante démocratique de la gestion de l'entreprise en rendant impossible la présentation de candidats externes, non validés par lui.
En 1986, le groupe ouvre son premier parc de loisirs : Säntispark à Saint-Gall.
Dès les années 1990, Migros se développe dans les zones frontalières : Migros Genève fonde sa filiale Migros France en 1990 puis ouvre deux succursales en 1993 à Thoiry et 1994 à Étrembières et Migros Bâle ouvre un premier magasin à Lörrach en Allemagne en 1995. Dès 1996, la compagnie lance une gamme de produits premier prix appelée M-Budget, puis, l'année suivante, un programme de fidélisation Cumulus.

### Années 2000
En 2006, Migros prend une participation de 80 % dans le magasin en ligne LeShop.ch. Le 12 janvier 2007, Migros prend une participation de 70 % du discounter suisse Denner. Depuis fin 2009, Denner appartient à 100 % à Migros.
Le 30 novembre 2007 a eu lieu la dernière tournée du camion-magasin de Migros, dans le canton du Valais. L'arrêt de ce service est dû à la modification des habitudes d'achats des consommateurs, qui se déplacent plus facilement, de la baisse de la population dans les régions montagneuses, où ce service était encore proposé, et du manque de rentabilité de ce service. Le camion-magasin arrivait en outre en fin de vie.
En 2008, Migros publie pour la première fois un Rapport Développement durable, pour faire partiellement suite au rapport de l'agence de rating Oekom Research qui a qualifié Migros de distributeur le plus engagé au monde pour ce qui est de la promotion du développement durable.
Migros Genève continue son développement en France voisine avec l'ouverture d'un centre commercial et de loisirs à Neydens en 2009 alors que Migros Bâle vend ses quatre magasins allemands à Rewe en 2013. Le groupe reste cependant présent en Allemagne avec les magasins Tegut (en), rachetés par Migros Zurich la même année. La centrale d'achat de Migros France est Provera, créée par l'enseigne Cora.
Entre 2014 et 2017, les bénéfices nets de la Fédération des coopératives Migros baissent de 40 %. Cela est notamment dû à une baisse des ventes dans les magasins Migros (surtout en Suisse romande et au Tessin) et aux mauvais résultats de Globus.
En février 2024, Migros annonce vouloir se séparer de 4 filiales et supprimer environ 1 500 postes en raison d'un recentrage stratégique face à la forte concurrence du commerce en ligne.
Au 1er janvier 2025, les magasins français basculent sous les enseignes Super U et Hyper U de la Coopérative U, avec laquelle Migros France a signé un partenariat en lieu et place de celui avec Cora,

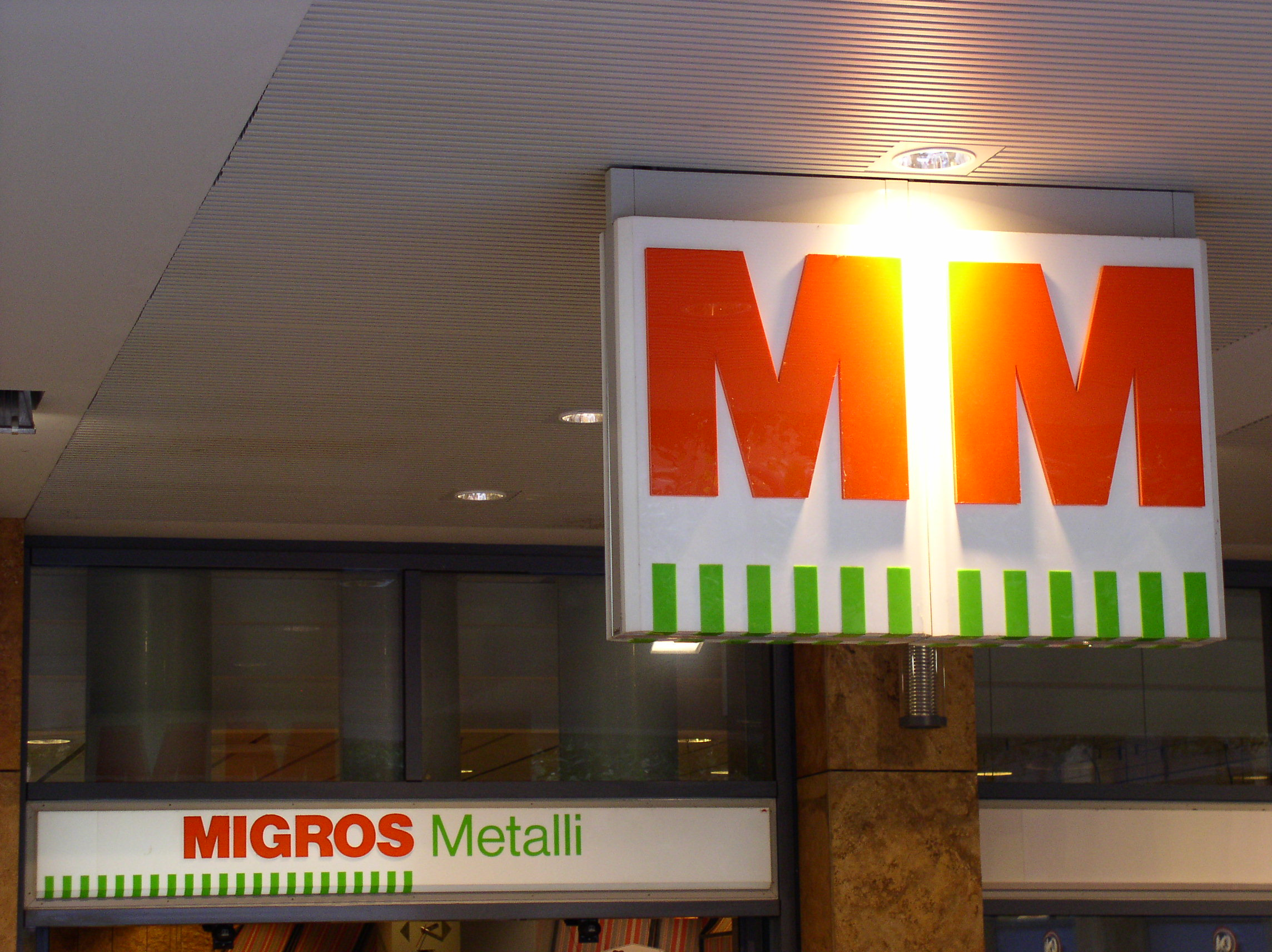
Une ancienne enseigne Migros.

## Structure
La Migros est un conglomérat de différents types d'entreprises, soit des sociétés anonymes, des sociétés coopératives et des fondations, qui se réunissent sous le nom de « communauté Migros ». Le groupe est représenté vers l'extérieur par la Fédération des coopératives Migros (FCM), qui est juridiquement une fédération de société coopératives au sens des art. 921 et suivants du CO.
La Fédération des coopératives Migros (FCM) assure la gouvernance du groupe Migros. La FCM a pour tâche principale d'assurer la gouvernance du groupe Migros et de centraliser les opérations d'entreprise au niveau national : stratégie, politique financière, opération de rachat de sociétés, fusion, etc.
Elle est dirigée par une direction générale et un conseil d'administration de 23 membres et appartient à dix coopératives régionales indépendantes, qui disposent chacune de leurs propres directions et conseils d'administration. Au total, les dix coopératives ont une centaine de représentants au sein de l'assemblée des délégués de la FCM. Le département « commerce » de la FCM comprend différentes entreprises telles que Globus, Denner et Migrol. La société est toujours une coopérative dont sont membres près de 2 millions de Suisses, faisant ainsi de Migros une chaîne de supermarchés possédée de fait par ses consommateurs.

### Coopératives

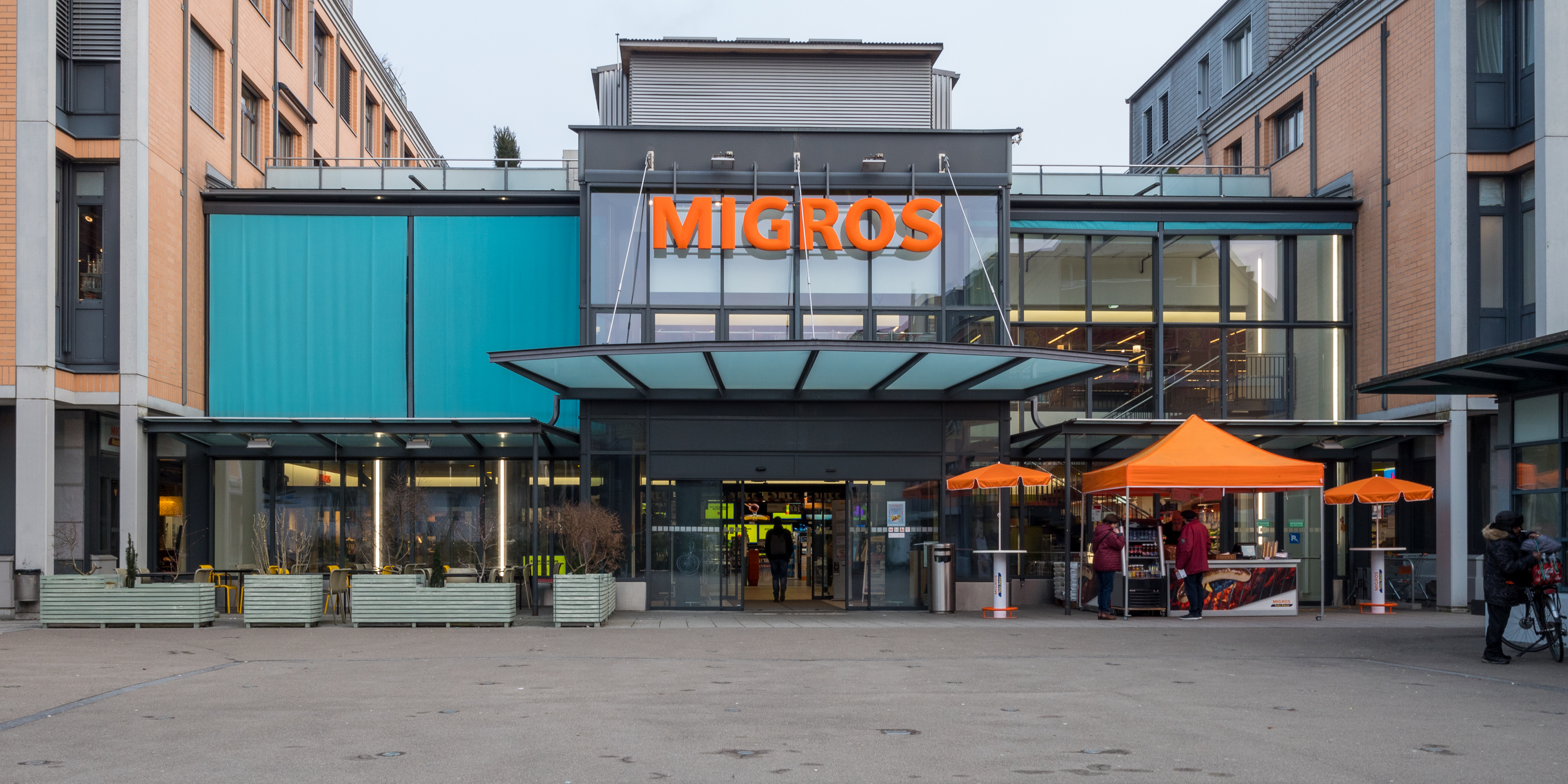
Un supermarché Migros à Weinfelden, en Thurgovie.

Les coopératives sont le centre de la communauté Migros. Elles sont au nombre de dix depuis 1998 (avec indication du siège et du pourcentage qu'elles détiennent dans le capital social de la FCM) :
- Société coopérative Migros Zurich (CMZ), Zurich (ZH), 32,3 %
- Société coopérative Migros Aar (CMAA), Moosseedorf/Urtenen-Schönbühl (BE), 19,8 %
- Société coopérative Migros Suisse orientale (CMSO), Gossau (SG), 11,4 %
- Société coopérative Migros Bâle (CMBS), Bâle (BS), 10,0 %
- Société coopérative Migros Genève (CMGE), Carouge (GE), 7,2 %
- Société coopérative Migros Vaud, Écublens (VD), 4,8 %
- Société coopérative Migros Lucerne (CMVD), Dierikon (LU), 4,6 %
- Société coopérative Migros Neuchâtel-Fribourg (CMNE-FR), Marin-Epagnier (NE), 4,4 %
- Société coopérative Migros Tessin (CMTI), Sant'Antonino (TI), 3,8 %
- Société coopérative Migros Valais, Martigny (VS), 1,7 %

En 1998, une réorganisation a eu lieu, faisant passer le nombre de coopératives régionales de douze à dix en regroupant les Société coopérative Migros Aarau/Soleure (Suhr) et Société coopérative Migros Berne (Moosseedorf) sous le nom de Société coopérative Migros Aar et les Société Coopérative Migros Winterthour/Schaffhouse et Société coopérative Migros Saint-Gall, sous le nom de Société coopérative Migros Suisse orientale.
Chaque coopérative élit un comité coopératif tous les quatre ans.

### Assemblée des délégués
L'assemblée des délégués est composée de 111 membres : un président indépendant, entre 6 et 16 membres par coopérative (en fonction du nombre de coopérateurs) désignés par les comités coopératifs régionaux (100 au total) et un membre issu de chaque administration de chaque coopérative régionale (un par coopérative donc dix au total). Les tâches de l'assemblée des déléguées vont de l'adoption et modifications des statuts de la FCM, à l'élection et révocation des membres de l'administration en passant par la dissolution de la FCM ou sa fusion avec d'autres associations.

### Conseil d'administration
Le conseil d'administration compte parmi ses membres un représentant (généralement le directeur régional) de chaque coopérative (10) et 9 administrateurs externes, en plus d'un président indépendant et deux représentants du personnel. Le conseil d'administration prend la responsabilité de la direction du groupe Migros dans son ensemble, détermine les objectifs économiques et non économiques de la FCM et du groupe, surveille et coordonne la réalisation des objectifs, définit la stratégie ainsi que la nomination et révocation des membres de la direction générale. Le conseil confie les dossiers particuliers à des comités permanents constitués en son sein : comité d'audit, finances, commerce de détail Migros, politique du personnel Migros et comité personnel et rémunération.

### Direction générale
La direction générale est chargée de la gestion des affaires de la FCM et la coordination des activités du groupe. Le président de la direction générale assume la responsabilité globale de la conduite opérationnelle des affaires. Il y a également cinq chefs de département présents à la direction générale (département I RH, affaires culturelles et sociales, loisirs - Département II Marketing - Département III Logistique et informatique - Département IV Industrie - Département V Finances).

### Points de vente
L'ensemble de ces coopératives compte 589 supermarchés, 198 marchés spécialisés et 198 restaurants pour environ 8,7 millions de contacts avec la clientèle par semaine. En 2014, Migros comprenait un total de 648 réseaux de distribution dans toute la Suisse, soit une surface de 1 362 082 m2 de vente.
Migros est présent sur le marché du commerce de détail non seulement via ses magasins logotypés du M orange caractéristique, mais également via d'autres enseignes. Les marchés spécialisés sont les exemples types, avec des surfaces de vente autonome telles que SportX (articles de sport), Melectronics (électronique de divertissement), Micasa (ameublement) ou encore Do it + Garden (bricolage).
Les supermarchés sont divisés en trois catégories selon leur taille et l'assortiment qu'ils proposent M, MM ou MMM (1M, 2M, 3M).
Il existe également des commerces indépendants, les Migros Partenaires, qui sont livrés à hauteur de 80 % de leur assortiment par la coopérative Migros avec laquelle ils sont signataires d'un contrat de livraison. Ces commerces ne dépendent pas directement de Migros, mais doivent respecter l'image et le marketing du groupe. De plus, ils peuvent vendre des produits de marques, du tabac et de l'alcool. Au nombre d'environ 80 à ce jour, ce système a été créé à l'époque par Gottlieb Duttweiler pour « apaiser » les tensions que provoquait Migros auprès des commerces de détail indépendants et en leur fournissant des articles Migros. Depuis quelques années des enseignes naissent ou se changent en « VOI Migros Partenaire », qui sont des systèmes de franchises avec Migros.

## Lignes de produits et programmes

### M-Budget, Migros Sélection et M-Classic

Logo de M-Budget

En 1996, inspiré par des produits similaires vendus en Australie, Migros lance sa gamme à bas prix M-Budget qui offre alors 70 produits différents. En 2006, pas moins de 500 articles sont disponibles, incluant par exemple des mountain bikes des snowboards, du chocolat, des jeans ou des briquets. Tous les articles utilisent le même graphisme d'emballage, un fond vert foncé sur lequel le logo de Migros est répété à l'infini en blanc. La compagnie annonce un chiffre d'affaires de 653 millions de francs suisses pour les quelque 500 articles M-Budget proposés.
La marque, à l'origine destinée aux familles à faible revenu, se pose en phénomène de mode grâce à des initiatives telles que l'organisation de M-Budget Party (soirées dont l'entrée ne coûte que 9,90 francs incluant une boisson non alcoolisée) ou le M-Budget Mobile (une offre de téléphonie mobile lancée en 2005 en collaboration avec Swisscom). À l'inverse, certains articles sont produits en très faible quantité et deviennent des objets de collection.
En 2006, Migros lance la M-Budget credit card, une offre combinée de carte de crédit gratuite en partenariat avec MasterCard et GE Money Bank.
En juin 2007, l'étude de l'agence de publicité Advico Young & Rubicam a montré que M-Budget appartenait désormais au club des vingt marques les plus appréciées par les Suisses.
À l'inverse, en 2005, Migros lance une ligne haut de gamme appelée Migros Sélection. Comprenant majoritairement des produits alimentaires, cette ligne présente des produits de qualité supérieure dans un emballage spécifique doré.
En mars 2009, Migros lance la marque milieu de gamme M-Classic, qui regroupe divers produits d'usage courant,.

### Engagement
Regroupés sous l'étiquette générique d'Engagement, Migros a conclu plusieurs accords avec des organisations nationales ou internationales qui offrent des produits fabriqués avec un respect important sur les plans social et écologique. Ces produits représentent 51 % des articles alimentaires et non alimentaires vendus, dont :
- le label IP-Suisse (anciennement TerraSuisse) dans les points de vente Migros[31] ;
- le label Migros Bio, garantie d'agriculture biologique avec contrôle externe[32] ;
- le label Max Havelaar, pour la promotion du commerce équitable[33] ;
- le Marine Stewardship Council, pour les produits de la pêche[34] ;
- le label Eco, pour les textiles[35] ;
- le label Migros Bio Cotton pour la production de coton[36] qui propose des vêtements sans adjuvants et colorants susceptibles de provoquer des irritations de la peau ou des allergies[37] ;
- le Forest Stewardship Council pour l'utilisation du bois[38].

La marque a été classée en 2009 au troisième rang des entreprises européennes qui faisaient le plus d'efforts pour s'approvisionner en huile de palme durable, par l'association WWF. Elle fait également partie des quelques entreprises qui ont pris des engagements publics pour parvenir dans le futur à un approvisionnement à 100 % CSPO (Certified Sustainable Palm Oil).

## Critiques

### Vente d'alcool et de tabac
En 1928, Gottlieb Duttweiler décide de ne vendre ni alcool ni tabac dans ses magasins, car l'alcoolisme était un problème majeur à cette époque et la promotion de la santé publique était une préoccupation importante pour lui. En 1945, il mentionne ces interdictions de vente d'alcool et de tabac dans les statuts de l'entreprise. En 1983, lors de la votation générale de l'approbation des statuts entièrement révisés, les coopératives renouvellent cette interdiction de vente d'alcool et de tabac par ces termes : « Au nom d'une saine politique familiale et sociale, de la protection de la santé publique, Migros offre en particulier une alimentation adéquate et renonce consciemment à la vente de boissons alcoolisées et de tabacs dans les points de vente M »,. En 1990, lors du décès d'Adèle Duttweiler, qui était l'autorité morale de Migros après le décès de son mari en 1962, comme le stipulaient en 1950 les 15 thèses de la ligne éthique de Migros, Pierre Arnold, alors président de la Fondation Gottlieb et Adèle Duttweiler, se prononce sur une rumeur qui veut que le dispositif soit prêt pour que la vente d'alcool et de tabac démarre dès la disparition de la femme du fondateur. Selon lui, c'est une légende et il indique « Nos statuts, qui ont été modifiés au début des années quatre-vingt, empêchent pratiquement cette modification de notre règle. En effet, il faudrait une majorité favorable de trois quarts de nos coopérateurs, qui sont 1 500 000. Avec ceux qui veulent respecter la volonté des Duttweiler, ceux qui ne souhaitent pas que la Migros ne devienne encore plus puissante, et ceux qui sont abstinents, une telle majorité semble donc impossible à réunir. Car la fondation Adèle et Gottlieb Duttweiler est là pour surveiller qu'on ne s'écarte pas du chemin que le couple a tracé ». Dans les années 90, une première entorse à cette règle a lieu avec l'installation de succursales Pick Pay, qui vendaient de l'alcool et du tabac, et qui louaient des locaux dans les supermarchés de Migros. En 1997, Migros rachète Globus, dont les magasins vendent de l'alcool et du tabac et dont les produits de ces ventes profitent au groupe Migros. En novembre 2002, l'assemblée des délégués entérine un projet de réforme des structures de la Fédération des coopératives Migros, en donnant notamment plus de pouvoir au patron de la Migros ou en supprimant à l'échelon national la votation générale des coopérateurs, mais maintenue au niveau des coopératives régionales. Pierre Arnold, se bat particulièrement contre ce dernier point, considérant que c'est l'héritage même de Duttweiler qui est menacé,. En 2007, Migros prend une participation de 70 % dans le capital de Denner, sans changer l'assortiment, qui comprend de l'alcool et du tabac. Plusieurs succursales Denner se trouvent depuis dans les supermarchés Migros. Les boissons alcoolisées ont ensuite été disponibles dans les supermarchés en ligne LeShop.ch, remplacé ensuite par Migros Online, ou les stations-services Migrolino. Le 6 novembre 2021, les délégués réunis en assemblée à Zurich, ont accepté par 85 voix contre 22 de modifier les statuts permettant aux coopératives régionales de décider si elles veulent vendre de l’alcool dans leurs succursales Migros,. En juin 2022, les membres des dix coopératives régionales ont rejeté sans équivoque cette possibilité. Cela même à Genève (par 64,8% des votants), alors qu'une majorité simple aurait suffi pour faire bouger les lignes.
À noter encore qu'en 1977, Adèle Duttweiler a récompensé avec le prix qui porte son nom, la fondation Croix-Bleue qui lutte notamment contre la dépendance à l'alcool, en lui octroyant une somme de 100 000 francs suisses.

### Maltraitance animale - Optigal

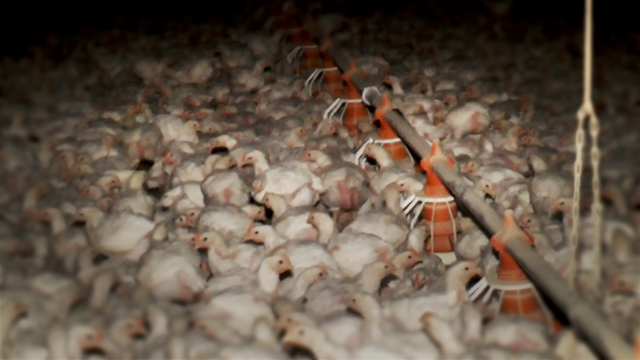
Photo d'un élevage de poulet Migros labellisé « Optigal » diffusée par l'association « Pour l'égalité animale ».

Fin 2017, l'association « Pour l'égalité animale » réalise une enquête dans un élevage labellisé « Optigal » dont les produits sont vendus sous l'étiquette « installations particulièrement respectueuses des animaux ». Pourtant, les vidéos réalisées par l'association montrent « des poulets entassés par milliers, des blessés laissés sans soins, des cadavres qui pourrissent au milieu des vivants ». Les antispécistes dénoncent une publicité mensongère de la part de Migros. Selon l'association de protection des consommateurs (Stiftung für Konsumentenschutz), les poulets engraissés ne voient « ni soleil ni prairies durant l'intégralité de leur vie » et les installations sont tout « sauf respectueuses des animaux ». Selon le magazine Beobachter qui a visité également des élevages Optigal, « la publicité est de toute évidence trompeuse et mensongère ». Environ 93 % des volailles labellisées chez Migros proviennent d'élevages Optigal.

### Protection des abeilles - Génération M
Dans des campagnes publicitaires, Migros annonce que d'ici fin 2014, les insecticides et pesticides nuisibles pour les abeilles ne seront plus vendus. Selon la Commission suisse des pratiques commerciales loyales, cette publicité est mensongère. Étant donné que, malgré cette promesse, des insecticides considérés comme dangereux pour les abeilles étaient et sont toujours disponibles, Migros a décidé de supprimer la promesse et a choisi de maintenir les pesticides nuisibles pour les abeilles qui contiennent notamment du lambda-cyhalothrine,.

## Filiales et sociétés appartenant à Migros

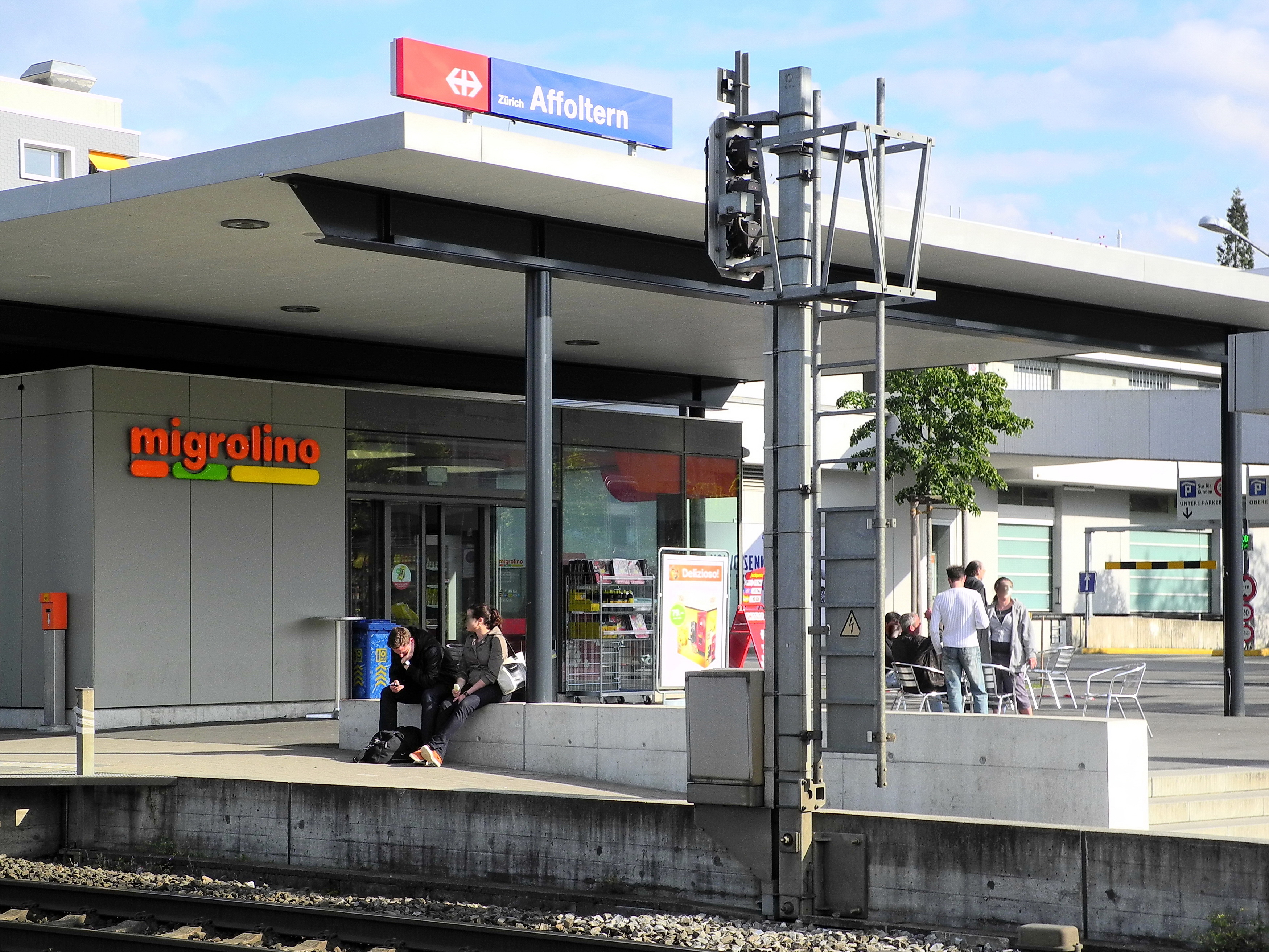
Une enseigne Migrolino à la gare d'Affoltern, à Zurich.

### Points de distribution alimentaire
- Migros, supermarché et hypermarché ;
- Denner, discounteur (rachat par la Fédération des coopératives Migros) ;
- Migrolino, magasin de proximité ;
- Migros Partenaire, magasin franchisé ;
  - VOI Migros Partenaire, magasin franchisé,
- Outlet Migros, outlet alimentaire ;
- Migros France, supermarché et hypermarché en France (Société coopérative Migros Genève, en partenariat avec Coopérative U[18]) ;
- Alnatura, supermarché bio (Société coopérative Migros Zurich)[60] ;
- Tegut, supermarché en Allemagne (Société coopérative Migros Zurich).

### Vente en ligne
- Migros Online, supermarché en ligne ;
- Digitec.ch et Galaxus, commerce en ligne (70 % du capital depuis 2015)[61] ;
- Smood.ch, service de livraison de repas (Société coopérative Migros Genève, 70 % du capital depuis 2022)[62],[63].

### Autres filiales et sociétés
- Banque Migros, banque et assurance ;
- Catering Services Migros, traiteur ;
- Change Migros, bureau de change (Société coopérative Migros Genève) ;
- Caisse de pensions Migros (CPM), caisse de pensions ;
- Ex-Libris, librairies ;
- Locaski, location de matériel de ski et de snowboard (Société coopérative Migros Genève) ;
- Medbase, centres médicaux et pharmacies (rachat par la Fédération des coopératives Migros)[64] ;
  - Zur Rose, pharmacies (rachat par Medbase)[65],
- Miduca SA (École-club Migros et IBAW), institut de formation pour adultes ;
- Migrol, stations-service ;
- Migros Fleurs, fleuriste ;
- Migros Golf AG, golfparcs (Société coopérative Migros Lucerne) ;
- Migros Magazine, hebdomadaire suisse ;
- Migros Print-Shop, papeterie et imprimerie (Société coopérative Migros Genève) ;
- Migros Restaurant, restauration self-service ;
- Migros Take Away, vente à emporter ;
- Movemi AG (Activ Fitness et Fitnessparc), centres de fitness ;
- Ospena Group SA (Pizzeria Ristorante Molino), restaurants (rachat par la Fédération des coopératives Migros).

#### Anciennes filiales et sociétés

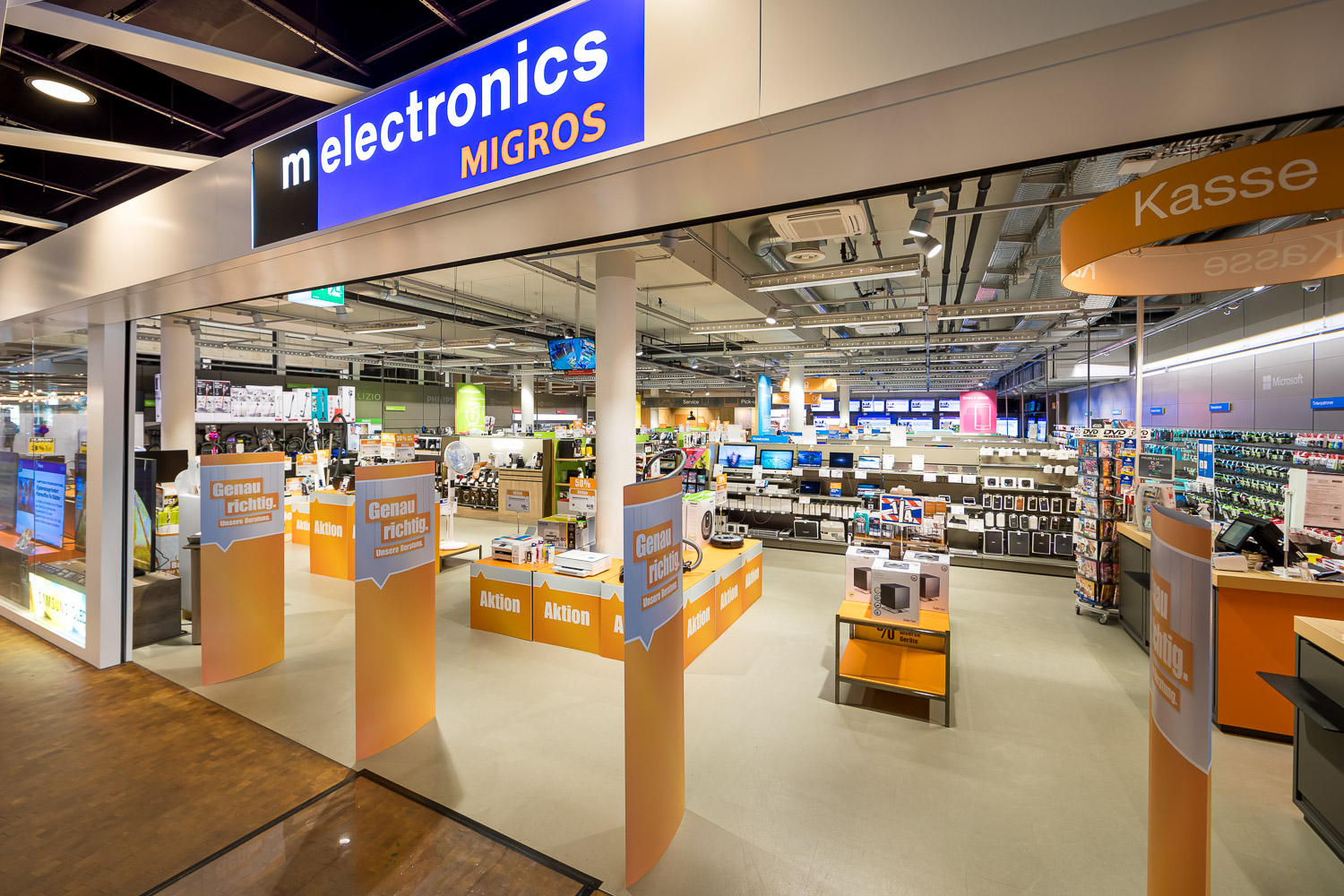
Une ancienne filiale Melectronics en Thurgovie, devenue MediaMarkt en 2024.

- Bestsmile, gouttières dentaires (fermeture)[66],[67] ;
- Bike World, magasin de vélos (rachat par Thömus)[68] ;
- Do it + Garden, bricolage (fermeture ; 4 filiales rachetées par OBI)[60],[69],[70] ;
- Globus, grands magasins (rachat par Signa et Central Group)[71] ;
- Groupe Gries Deco (Depot), ameublement (rachat par Christian Gries)[72] ;
- Hotelplan, agence de voyages (rachat par Dertour Group)[73] ;
- Interhome, agence immobilière de logement de vacances (rachat par HomeToGo Group)[73] ;
- Interio, ameublement (rachat par XXXLutz)[74] ;
- m-way, magasin de vélos électriques (rachat par Swiss E-Mobility Group)[75] ;
- Melectronics, magasin d'appareils électroniques et ménagers (rachat par MediaMarkt)[76] ;
- Micasa, ameublement (rachat par la direction de Micasa)[60] ;
- Misenso, optique et audition (rachat par Neuroth)[77] ;
- SportX, magasin de sport (fermeture ; 27 filiales rachetées par Dosenbach-Ochsner)[78] ;
- OBI, magasin de bricolage (reprise de la franchise par la maison mère OBI)[69] ;
- Office World, papeterie et fournitures de bureau (rachat par MTH Retail Group)[79].

### Unités de production
Les unités de production sont regroupées sous le nom de Migros Industrie,. Migros Industrie existe avant tout pour la représentation internationale de Migros, avec des bureaux aux États-Unis, en Angleterre, en Autriche, au Canada ou encore au Japon. Les produits fabriqués et distribués habituellement en marque propre dans les succursales Migros de Suisse, se retrouvent pour certains sous le nom de Swiss Delice. Il s'agit notamment des produits représentatifs du savoir-faire suisse tels que le gruyère ou le chocolat.
- Delica AG, chocolat, café, thé, épices, fruits secs, pâtisseries, etc. ;
- Elsa Group, produits laitiers, fromage, produits végétariens et vegan, sauces ;
- Fresh Food & Beverage Group AG, articles de boulangerie, confiserie, plats cuisinés, boissons, etc. :
  - Aproz Sources Minérales SA, sources minérales et boissons,
  - Bäckerei Hug AG, produits de boulangerie,
  - Sushi Mania SA, sushis et spécialités asiatiques,
- Micarna AG, viande, volaille, œufs, poisson.

#### Anciennes unités de production
- Bischofszell Nahrungsmittel AG (BINA), plats cuisinés, conserves, jus de fruits, produits à base de pommes de terre, etc. (fusion avec Fresh Food & Beverage Group)[83] ;
- Chocolat Frey AG, chocolat, articles de confiserie et chewing-gums (fusion avec Delica AG)[84] ;
- Estavayer Lait SA (ELSA), entreprise de transformation du lait (fusion avec Elsa Group)[85] ;
- Jowa AG, articles de boulangerie, de confiserie, articles précuits, etc. (fusion avec Fresh Food & Beverage Group)[83] ;
- Mibelle Group, cosmétiques et produits de soins corporels (rachat par Persán)[86] ;
- Midor AG, produit biscuits, crème glacée, pâtisseries pour apéritif, poudre pour desserts et gâteaux (fusion avec Delica AG)[84] ;
- Mifa AG, lessives, produits de nettoyage et différentes sortes de margarine (fusion avec Mibelle Group)[87] ;
- Mifroma SA, affineur de fromages (fusion avec Elsa Group)[85] ;
- Riseria Taverne SA, rizerie (fusion avec Delica AG)[84].

### Filmographie
- Martin Witz, Dutti – Monsieur Migros, Zurich, Frenetic Films, 2007